# アルバロ・デ・バサン

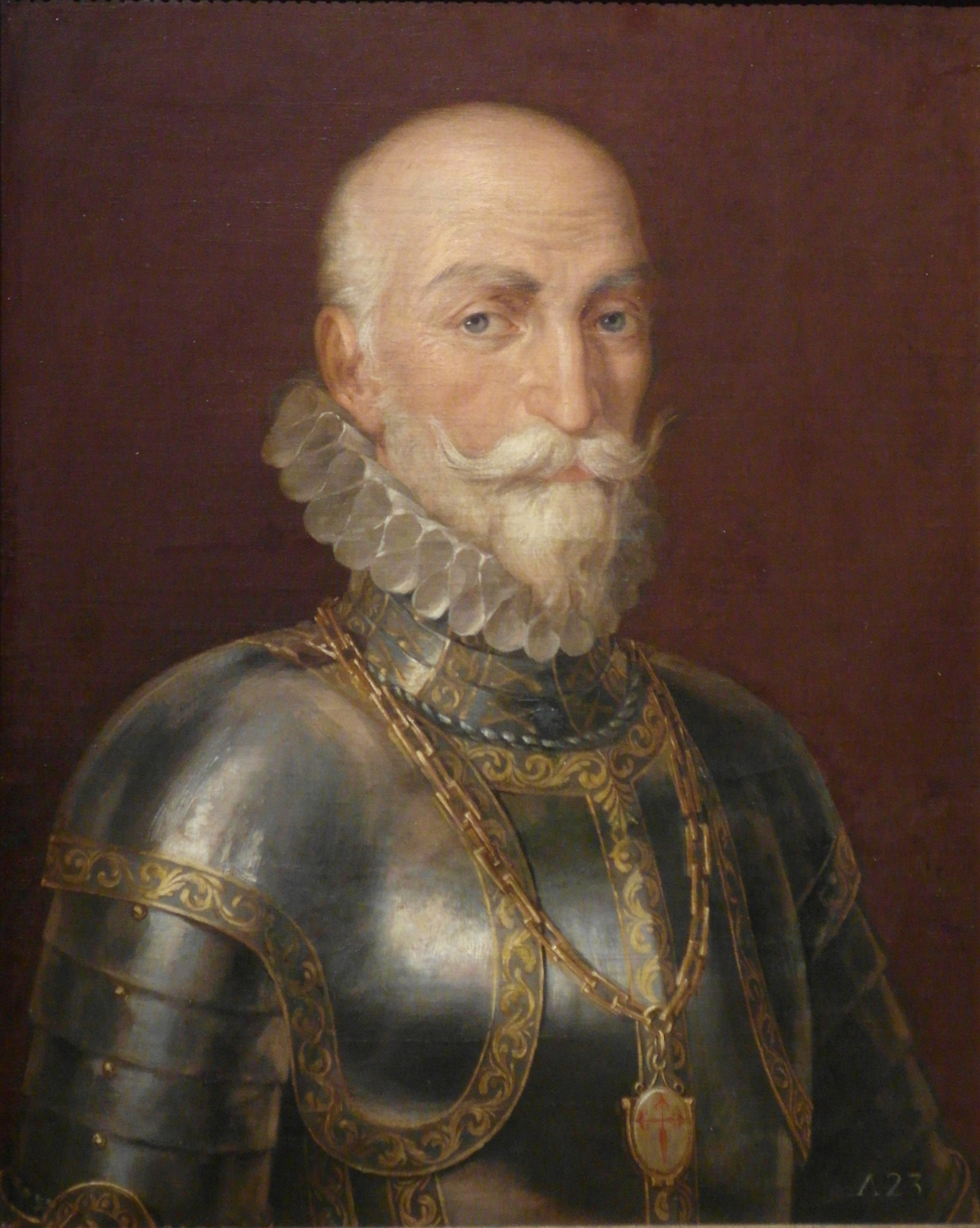
サンタ・クルス侯爵アルバロ・デ・バサン

アルバロ・デ・バサン（Álvaro de Bazán y Guzmán, Marqués de Santa Cruz, 1526年12月12日 - 1588年2月9日）は、「スペイン海軍の父」と称されるスペインの軍人・貴族。海軍提督として知られ、サンティアゴ騎士団員でもあった。

## 生涯
1526年、グラナダで生まれる。一族はナバーラ出身で、祖父はカトリック両王のグラナダ戦争に従軍した。また、彼の父親はカルロス1世に仕え海軍に籍を置いており、1535年のチュニス攻撃時にはアンドレア・ドーリアとともに戦っている。アルバロの功績に対し、フェリーペ2世は1569年10月に彼をビソ・デル・マルケス領主、サンタ・クルス・デ・ムデーラ領主とした。これにより、アルバロはサンタ・クルス・デル・ビソ侯（Marqués de la Santa Cruz del Viso）またはサンタ・クルス・デ・ムデーラ侯（Marqués de la Santa Cruz de Mudela）として知られた。
1544年、フランス海軍のガリシア攻撃に対し勝利した際に従軍していた。1571年のレパントの海戦など数々の軍功をたてる。1583年にテルセイラ島沖で起きたポンタ・デルガダの海戦では、ポルトガル王位請求者アントニオとフランス、イングランド、ネーデルラントの冒険者・私掠船連合を撃破した。
イングランドがスペイン帝国に重大な脅威を与えることを認識していたサンタ・クルスは、戦争の熱心な主張者になった。1583年8月に彼からフェリーペ2世へ宛ててアングラ・ド・エロイズモで書かれた手紙には、アルマダについての初めての提案が含まれていた。
1587年、フランシス・ドレークがカディス停泊中のスペイン船を襲撃したとき、サンタ・クルスは自身の艦隊を装備する手段のないリスボンにいた。結局、サンタ・クルス独自の判断がフェリペ2世を立腹させることになり、カディス襲撃に対する失敗と遅れの責任を負わされた（実際は、それまでのサンタ・クルスの計画立案に対し、煮え切らない性格と当時の政治的・財政的苦境から遅延させたフェリペの責任であった）。1588年2月9日にリスボンでサンタ・クルスが急死したのは、王の不当な非難のせいであるといわれた。